# Ruta Sepetys

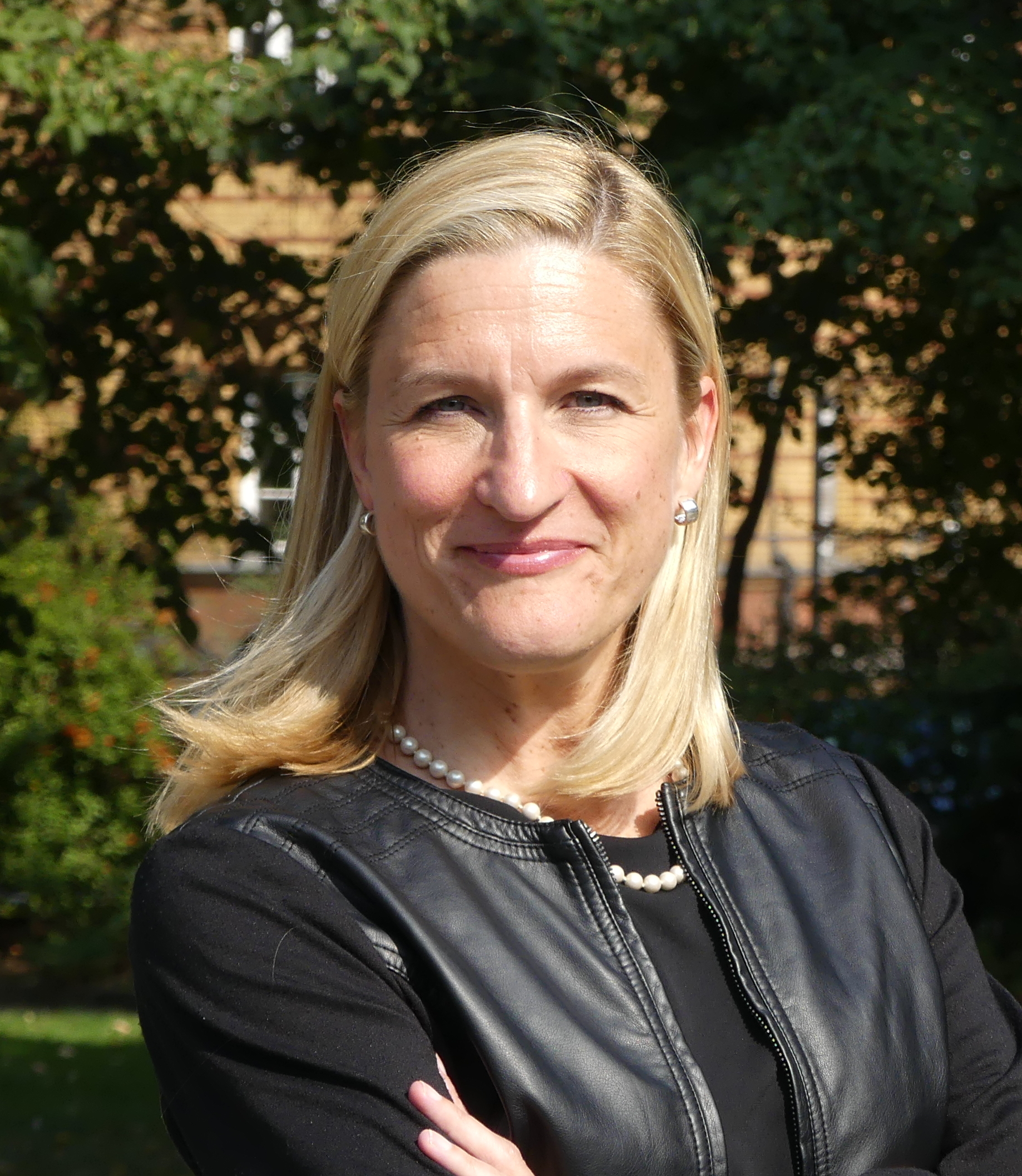
Ruta Sepetys (2016 beim Kinder- und Jugendprogramm des 16. Internationalen Literaturfestivals Berlin)

Ruta Sepetys oder auch Rūta Šepetys (* 19. November 1967 in Detroit, Michigan) ist eine US-amerikanische Schriftstellerin mit litauischen Wurzeln. Ihre drei Romane Between Shades of Gray (2011), Out of the Easy (2013) und Salt to the Sea (2016) sind in 50 Ländern erschienen, wurden in 36 Sprachen übersetzt und waren jeweils New-York-Times-Bestseller. Sepetys war zwei Mal für die renommierte Carnegie Medal nominiert. Between Shades of Gray und Salt to the Sea wurden von der The New York Times mit dem »Notable Children´s Book Award« (2011 und 2016) ausgezeichnet. Die internationalen Presse bezeichnete Between Shades of Gray als »hervorragenden Debütroman« (New York Times), »fantastisch« (The Guardian) und »erhellend«(LA Times). Ihr neuester Roman Salt to the Sea behandelt den Untergang der Wilhelm Gustloff wurde von Publishers Weekly als eins der Best Books 2016 ausgezeichnet. Sepetys war die erste amerikanische Kinder- und Jugendbuchautorin, die im Europäischen Parlament auftrat. 2016 hielt sie die Eröffnungsrede des Kinder- und Jugendprogramms beim internationalen literaturfestival berlin. Der Kinospielfilm Ashes in the Snow (2017) basiert auf ihrem Roman Between Shades of Gray. Sepetys lebt in Nashville.

## Leben
Ruta Sepetys ist die Tochter eines litauischen Flüchtlings und einer Amerikanerin. Sie wurde in Michigan geboren, wo sie mit ihren beiden älteren Geschwistern aufwuchs. Obwohl beide Eltern künstlerisch begabt waren und versuchten, ihre Fähigkeiten an ihre Kinder weiterzugeben, brach Sepetys ihr Opernstudium ab und studierte stattdessen Internationale Finanzen auf dem Hillsdale College. Danach verbrachte sie ein Jahr in Paris. Doch ihre Liebe zur Musik verlor sie nicht. Sepetys zog zu ihrem Bruder John nach Los Angeles und begann ihre Karriere in der Musikindustrie. Sie arbeitete über zwanzig Jahre mit Künstlern verschiedener Nationalitäten. Ihre Karriere begann sie bei Desmond Child, einem berühmten Songwriter, der sie beständig auf die Wichtigkeit des Geschichtenerzählens in den kurzen Songtexten aufmerksam machte. Doch sie verriet ihm nicht, dass sie selbst gerne Geschichten schreiben würde. Als Child nach Miami zog, gründete sie ein eigenes Unternehmen und managte von da an bekannte Musiker, unter anderem Steve Vai. Nach einiger Zeit wurde sie Los Angeles jedoch überdrüssig, zog mit ihrem Bruder nach Nashville und unterrichtete dort eine Klasse in Musikmanagement. Auf dem Campus der Belmont University lernte sie Michael Smith kennen, den sie im Jahr 2006 heiratete.
2003 entschied Sepetys sich, ihren ersten Jugendroman zu schreiben. Mit ihrem Debütroman Und in mir der unbesiegbare Sommer arbeitete sie Teile ihrer eigenen Familiengeschichte auf. Das Buch handelt von der Deportation litauischer Gefangener in sibirische Arbeitslager, in denen auch einige von Sepetys Verwandten umkamen.
Für ihre Recherchen verbrachte sie 20 Stunden in einem sowjetischen Gefängnis, in Lettland. Dort wurden Programme angeboten, bei denen die Teilnehmer Gefangene spielten und für einen knappen Tag weder essen noch schlafen durften, lange Verhöre und Schikanen über sich ergehen lassen mussten und dies alles zwischen Ratten und menschlichen Fäkalien. Obwohl Sepetys ihre Teilnahme nachher bereute, wurde ihr doch schnell klar, wie groß das Leid der Gefangenen gewesen sein musste.
2013 und 2016 war sie Jurymitglied der Auszeichnung Das außergewöhnliche Buch des Kinder- und Jugendprogramms des Internationalen Literaturfestivals Berlin.
Sepetys lebt mit ihrem Mann in einem Baumhaus in den Hügeln von Tennessee.

## Werke
Ruta Sepetys interessiert sich vor allem für das, was sie die „verborgenen Kapitel der Geschichte“ nennt. Sie schreibt historische Romane für Jugendliche, hat aber auch erwachsene Leser. Für ihre Romane Und in mir der unbesiegbare Sommer und Salz für die See ließ sie sich von ihrer eigenen Familiengeschichte inspirieren. Ihr Vater und Großvater waren litauische Flüchtlinge, die während des Zweiten Weltkriegs gezwungen waren, ihr Land zu verlassen. Auch ihr zweites Buch Ein Glück für immer basiert auf historischen Gegebenheiten und spielt im New Orleans der 1950er Jahre. Sepetys kündigte an, dass sie ihr nächstes Buch über die Kinder schreibt, die während der Diktatur Francos in Spanien ihren Eltern weggenommen und zwangsadoptiert wurden.
Über die Recherche für ihre historischen Romane sagt Sepetys: "I love historical research. It’s like being a detective. I get to interview people and hunt down details and turnover lots of rocks ... when you start hunting down these secret rabbit holes and searching for stories, sometimes the universe responds and stories come hunting for you."

### Between Shades of Gray / Und in mir der unbesiegbare Sommer
Sepetys erster Roman Und in mir der unbesiegbare Sommer erschien im Jahr 2011 unter dem Titel Between Shades of Gray in amerikanischer Sprache bei Philomel Books und umfasst 384 Seiten. Die deutsche Übersetzung veröffentlichte im selben Jahr der Carlsen Verlag. Die Übersetzung besorgte Henning Ahrens.
Die Geschichte handelt von der 15-jährigen Lina und ihrer Familie, die im Jahre 1941 von sowjetischen Soldaten deportiert werden und einen Weg finden müssen, unter den grausamen Umständen, die in den Gefangenenlagern herrschen, zu überleben.

### Out of the Easy / Ein Glück für immer
Ein Glück für immer erschien 2013 unter dem Namen Out of the Easy beim US-amerikanischen Verlag SPEAK. Im folgenden Jahr erschien die ebenfalls von Henning Ahrens übersetzte deutsche Version Ein Glück für immer bei Königskinder.
Ein Glück für immer behandelt die Geschichte von Josie, die als Tochter einer Prostituierten im New Orleans der 1950er-Jahre lebt und davon träumt, aus diesem Moloch zu entkommen und ans College zu gehen.

### Salt to the Sea / Salz für die See
Salt to the Sea, Sepetys drittes Buch, wurde am 2. Februar 2016 beim US-amerikanischen Verlag Philomel Books in amerikanischer Sprache veröffentlicht und umfasst 400 Seiten. Die deutsche Übersetzung erschien beim Königskinder Verlag unter dem Titel Salz für die See. Erzählt wird die Geschichte einer der verheerendsten und dennoch nahezu unbekannten Tragödien des Zweiten Weltkriegs – die Versenkung der Wilhelm Gustloff. Sepetys ließ sich für die Handlung von zahlreichen Fundstücken, Artefakten und Musikstücken inspirieren.

### The Fountains of Silence / "Die Brunnen der Stille"
Sepetys viertes Buch, The Fountains of Silence, erschien auf Englisch am 1. Oktober 2019. Die Geschichte: Madrid, 1957. Unter der Diktatur von General Francisco Franco lebt Spanien unter einer Decke des Schweigens. Währenddessen strömen Touristen und ausländische Geschäftsleute unter dem einladenden Versprechen von Sonnenschein und Wein ins Land. Unter ihnen ist der achtzehnjährige Daniel Matheson, der Sohn eines Ölmagnaten, der mit seinen Eltern nach Madrid kommt, in der Hoffnung, durch die Linse seiner Kamera mit dem Geburtsland seiner Mutter in Verbindung zu treten. Die Fotografie – und das Schicksal – bringen ihn mit Ana zusammen, deren Familiengeschichte die Schrecken des spanischen Bürgerkriegs, aber vor allem von Francos Diktatur offenbaren – sowie erschreckende Definitionen von Glück und Angst. Daniels Fotos lassen ihn mit unangenehmen Fragen in einem Land zurück, das von Gewalt und Schweigen beherrscht wird.

## Bibliografie
| 2011: Between Shades of Gray, Philomel, New York, ISBN 978-0-399-25412-3 | 2011: Und in mir der unbesiegbare Sommer, Übersetzung: Henning Ahrens, Carlsen, Hamburg, ISBN 978-3-551-58254-6 | erschienen in 50 Ländern |
| 2013: Out of the Easy, Philomel, New York, ISBN 978-0-399-25692-9        | 2014: Ein Glück für immer, Übersetzung: Henning Ahrens, Königskinder, Hamburg, ISBN 978-3-551-56002-5           | erschienen in 17 Ländern |
| 2016: Salt To The Sea, Philomel, New York, ISBN 978-0-399-16030-1        | 2016: Salz für die See, Übersetzung: Henning Ahrens, Königskinder, Hamburg                                      | erschienen in 16 Ländern |
| 2019: The Fountains of Silence (2019) ISBN 978-0-399-16031-8.            | |                          |
| 2022: I Must Betray You (2022) ISBN 978-1-984836-03-8.                   | |                          |

## Auszeichnungen

### Orden für Verdienste um Litauen
Am 6. Juni 2013 wurde Sepetys mit dem Orden für Verdienste um Litauen in der Ordensklasse Ritter ausgezeichnet. Sie erhielt die Auszeichnung für ihren Beitrag zu Bildung und Kultur sowie ihrer weltweiten Anstrengung, die Geschichte des Totalitarismus im Baltikum bekannter zu machen.

### The Rockefeller Foundation
2015 wurde Sepetys von der Rockefeller Foundation zur Bellagio Center Residency am Comer See eingeladen.

### Ausgezeichnete Bücher
| Datum | Ausgezeichnetes Buch   | Nominierung / Auszeichnung                  |
| ----- | ---------------------- | ------------------------------------------- |
| 2012  | Between Shades of Gray | Golden Kite Award for Fiction               |
| 2012  | Between Shades of Gray | IRA Children’s and Young Adult’s Book Award |
| 2013  | Between Shades of Gray | Prix Livrentête Romans Ado                  |
| 2013  | Between Shades of Gray | Prix Farniente                              |
| 2014  | Out of the Easy        | Prix Jeunesse des libraires                 |

## Presseschau
„In Ruta Sepetys’ Debütroman Und in mir der unbesiegbare Sommer wird ein Kapitel der Weltgeschichte so packend, bewegend und authentisch geschildert, dass man auf dem Literaturmarkt lange suchen müsste, um Vergleichbares zu finden. Das Entsetzen darüber, was Menschen Menschen angetan haben, wird hier in eine mit der Wucht der Verzweiflung und dennoch klar, sachlich und spannend erzählte Geschichte transportiert, so dass Jugendliche nachempfinden können, wie es den Opfern der in sibirische Lager Verschleppten ergangen ist. [...] Die in den USA lebende Autorin hat selbst litauische Wurzeln. Um Angehörige ihres Vaters und den Millionen Opfern Stalins eine Stimme zu geben, traf sie sich mit Überlebenden und schrieb dieses Buch.“

„Ruta Sepetys dialogreiche Sprache gibt den furchtbaren und den hoffnungsvollen Momenten Raum. Sie findet auch literarische Bilder für die Zeichnung der Charaktere, in der Darstellung ihrer Stärken und Schwächen erhalten sie die Würde zurück, die ihnen als Opfer genommen wurde.“

„And once again, Ruta Sepetys acts as champion of the interstitial people so often ignored — whole populations lost in the cracks of history.“

## Festival- und Messeteilnahmen
- 2011: Seiteneinsteiger in Hamburg im Oktober
- 2013: Leipziger Buchmesse im März
- 2013: Kinder- und Jugendprogramm des 13. internationalen literaturfestivals berlin